# Adonxs
Adonxs (pronunciado Adonis; əˈdɒnɪs), seudónimo de Adam Pavlovčin (Myjava, 13 de septiembre de 1995), es un cantautor, modelo y bailarín eslovaco, exmiembro de la banda alternativa británica Pace.
Ganador de la séptima edición del concurso de talentos SuperStar, es conocido por su voz natural de barítono dramático poco común entre los cantantes pop, y por su personalidad andrógina en el escenario. Fue cinco veces campeón eslovaco en las disciplinas de baile urbano de la Organización Internacional de Danza. En 2022, fue incluido en la lista 30 Under 30 de Forbes.
Representará a Chequia en el Festival de la Canción de Eurovisión 2025.

## Biografía
Nacido en Myjava y criado en Senica, mostró interés por el canto y el baile desde temprana edad, inspirado por su hermana mayor. Siguiendo sus pasos, se unió a un grupo de danza juvenil, recibió clases de canto y comenzó a estudiar piano. Sin embargo, durante la adolescencia experimentó un importante cambio de voz debido a la pubertad, pasando de un registro de tenor a un registro de bajo profundo. Este cambio le llevó a abandonar el canto.
Centrándose exclusivamente en la danza, a lo largo de los años ha ganado cinco veces el campeonato eslovaco en disciplinas de danza urbana de la Organización Internacional de Danza (IDO en inglés), tanto en categoría juvenil como adulta. A los 15 años se alejó de su familia para asistir a la escuela secundaria bilingüe CS Lewis en Bratislava, recibiendo también clases de actuación en el teatro New Scene en su tiempo libre. A los 16 años firmó un contrato con una agencia de modelos.
Más tarde, redescubrió el canto y se mudó a Praga para recibir formación clásica bajo la dirección de la reconocida cantante de ópera Hana Pecková. En la capital checa trabajó como artista independiente durante un año, antes de trasladarse a Londres para emprender una carrera musical.
Siendo estudiante del Instituto Británico e Irlandés de Música Moderna de Londres, se graduó con honores de primera clase en composición y musicalidad creativa. Para financiar sus gastos universitarios, trabajó en varios trabajos, incluidos barman, niñero, profesor de música y modelo.

## Carrera
En la escuela secundaria, Pavlovčin fundó el grupo musical Pace con su compañero Adrián Čermák. Después de mudarse a Londres, al dúo se unieron un guitarrista monegasco y un baterista griego. A principios de 2018, la banda lanzó su EP debut, Keeper, un trabajo alternativo en la línea del pop barroco, con elementos de orquesta sinfónica. Al año siguiente, lanzaron el sencillo Hunt Me Down y, en 2020, Fallen. Sin embargo, debido a la pandemia de COVID-19 y el cierre de locales de música, Pavlovčin regresó a Praga, donde se embarcó en una carrera en solitario en 2021.
En 2021, saltó a la fama en Eslovaquia y Chequia al ganar el concurso de talentos SuperStar, la versión de Idols en esos países. Tras el triunfo, firmó un contrato con Warner Music y comenzó a trabajar en su álbum debut. En Eslovaquia, fue incluido en la lista 30 Under 30 de Forbes.
El 20 de mayo de 2022, lanzó su sencillo debut en solitario, Moving On, bajo el nombre artístico de Adonxs, una referencia a Adonis, dios griego de la belleza y el deseo. El 4 de junio de 2022, lanzó una versión a dúo con la cantante suizo-eslovaca Celeste Buckingham. El 11 de junio, actuó en el Lovestream Festival como único artista eslovaco del programa, con Dua Lipa como cabeza de cartel. El 19 de agosto de 2022, lanzó el segundo sencillo, Game, seguido el 18 de octubre por Cold Summer. Su primer álbum en solitario, Age of Adonxs, lanzado en noviembre de 2022, fue reconocido por el portal Musicserver como Mejor Álbum del Año en Eslovaquia. En los premios Ruka Hore Awards 2022, fue nombrado Artista del Año y Álbum del Año, además de ganar el premio Europa 2 Song of the Year. En la Chequia, Age of Adonxs fue nominado al Ceny Anděl como Mejor Álbum Eslovaco de 2022.
A principios de 2023, recibió dos premios musicales Evropa 2 al Mejor Artista Masculino y al Mejor Artista Revelación. En mayo de 2023, se anunció que participaría en el Sziget Festival de Budapest el 13 de agosto. El 8 de julio, cantó en el Pohoda Music Festival. El 28 de julio de 2023, lanzó su cuarto sencillo, No Common Measure, seguido el 22 de noviembre por Overthinker. En 2024, fue nominado en la ceremonia de los Crystal Wing Awards 2023 en la categoría pop. El 15 de marzo de 2024, lanzó su primera canción en eslovaco, Sám.
El 11 de diciembre de 2024, la emisora de televisión checa ČT anunció que había seleccionado internamente a Adonxs para representar a la Chequia en el Festival de la Canción de Eurovisión 2025, celebrado en Basilea.

## Estilo musical
Adonxs posee una voz de bajo profundo, el registro masculino más bajo y profundo, pero su rango vocal también llega al de tenor, el registro masculino más alto. En la música pop, dominada por los tenores, su voz grave es inusual, aunque nunca quiso hacer carrera como cantante de ópera. Su voz ha sido descrita como "aterciopelada" e "identificable", además de "profundamente sentida" y "conmovedora", mientras que sus canciones han sido descritas como "atmosféricas" y " similares a las bandas sonoras de las películas”.
Su estilo de composición es narrativo, con letras autobiográficas que abordan temas como el amor propio, el deseo sexual, el pecado, la confusión, la dedicación, la soledad y el abandono del pasado.
Educado con artistas como Queen, Prince, Elton John, Seal y Depeche Mode, su música fue influenciada por artistas como Aurora, Sevdaliza, Sufjan Stevens, London Grammar, Josef Salvat, Lorde, Birdy y Florence and the Machine.
En una entrevista para Esquire, definió su estilo como inspirado en el glamour de los años 80 e influenciado por la cultura pop queer de Londres. Elle lo llamó "rey queer", mientras que Musicserver lo comparó musicalmente con James Blake y Woodkid.

## Vida privada
Su madre es la aclamada artista visual Monika Sabo, mientras que su padrastro, Marián Sabo, es paramédico. No tiene ninguna relación con su padre biológico. Su hermana Radka, actriz y cantante, también se instaló más tarde en Praga. Practicó karate cuando era niño y es fanático del programa estadounidense RuPaul's Drag Race.
Pavlovčin, que se declaró gay ante sus padres dos semanas después de enamorarse "locamente" de un chico a los 18 años, describió sus años universitarios como una época de "completa liberación" y "autodescubrimiento", con un profundo impacto en su escritura musical y el desarrollo de su estilo y presencia escénica.
En 2016, escribió su primera canción, Speechless Boy, y lanzó un vídeo musical de bajo presupuesto que sirvió para su salida del armario pública.

## Filantropía
Adonxs es el rostro de la aclamada campaña publicitaria Every Love Is Love, que presenta escenas en las que besa a un hombre y luego se vuelve hacia la cámara, parafraseando 1 Corintios 13:4-7, un pasaje bíblico sobre el amor que se lee a menudo en las ceremonias nupciales.
Además de la campaña, Adonxs pidió un cambio oficial en la definición de la palabra “amor” (láska) en el diccionario eslovaco para incluir todas las identidades sexuales y de género. La citada edición del diccionario definía el amor como “el afecto de un individuo de un sexo por un individuo de otro sexo”. La iniciativa tuvo un resultado positivo, ya que los lingüistas que escribieron el diccionario acordaron cambiar la definición.
En marzo de 2022, participó en Artists for Ukraine, una iniciativa para recaudar fondos para ONG que brindan ayuda humanitaria a refugiados que huyen de la invasión rusa de Ucrania, país vecino de Eslovaquia.
Adonxs participó en los desfiles del Orgullo en Brighton, Bratislava y Praga. El 14 de octubre de 2022, participó en una marcha de protesta en memoria de dos personas queer víctimas de un ataque terrorista frente a un bar LGBT en Bratislava, perpetrado por un adolescente radicalizado con ideologías anti-LGBT y antisemitas. Dirigiéndose a la multitud, instó a los asistentes a "sembrar amor, empatía y humildad".
A principios de 2023, recibió un premio Cena Inakosti por su activismo en el panorama LGBTQ+.

## Discografía

### Álbumes
- 2022 – Age of Adonxs

### Colecciones
- 2021 – Adam Pavlovčin SuperStar 2021

### Sencillos
- 2019 – Hunt Me Down
- 2020 – Fallen
- 2022 – Moving On
- 2022 – Game
- 2022 – Cold Summer
- 2023 – No Common Measure
- 2023 – Overthinker
- 2024 – Sám
- 2024 – Intergalactic Rodeo

### Con Pace
- 2018 – Keeper

## Reconocimientos
Ceny Inakosti
- 2022 – Premio por la visibilidad positiva

Ceny Anděl
- 2022 – Candidatura al mejor álbum eslovaco con Age of Adonxs

Crystal Wing Awards
- 2023 – Nominación en la categoría pop

Evropa 2 Music Awards
- 2022 – Mejor Artista Masculino
- 2022 – Mejor artista emergente
- 2022 – Nominación a Canción del año con Moving On

Ruka Hore Awards
- 2021 – Nominación a mejor artista emergente
- 2022 – Canción del año de Europa 2 con Game
- 2022 – Nominación a artista del año
- 2022 – Nominación a Álbum del Año con Age of Adonxs

SOWA
- 2022 – Nominación en la categoría de música